# Camerano Casasco
Camerano Casasco es una localidad y comune italiana de la provincia de Asti, región de Piamonte, con 498 habitantes.

## Evolución demográfica
| Gráfica de evolución demográfica de Camerano Casasco entre 1861 y 2001 |
|                                                                        |
| Fuente ISTAT - elaboración gráfica de Wikipedia                        |